# Бретниг-Хаусвалде
Бретниг-Хаусвалде (њем. Bretnig-Hauswalde) општина је у њемачкој савезној држави Саксонија. Једно је од 63 општинска средишта округа Бауцен. Према процјени из 2010. у општини је живјело 3.127 становника. Посједује регионалну шифру (AGS) 14625050.

## Географски и демографски подаци
Бретниг-Хаусвалде се налази у савезној држави Саксонија у округу Бауцен. Општина се налази на надморској висини од 290 метара. Површина општине износи 14,4 km². У самом мјесту је, према процјени из 2010. године, живјело 3.127 становника. Просјечна густина становништва износи 217 становника/km².